# Clubiona chippewa
Clubiona chippewa là một loài nhện trong họ Clubionidae.
Loài này thuộc chi Clubiona. Clubiona chippewa được Willis J. Gertsch miêu tả năm 1941.